# Kształt napięcia
Kształt napięcia – charakterystyka przebiegu napięcia przemiennego w czasie, jest opisywana słownie lub przez opisana funkcją:
{\displaystyle f=U(t),}
gdzie:
{\displaystyle U} – napięcie,
{\displaystyle t} – czas.
Najpopularniejszymi charakterystykami są:
- sinusoidalna (stosowana powszechnie w napięciu sieciowym),
- prostokątna (charakteryzująca przebiegi w układach cyfrowych),
- trójkątna; piłokształtna.

Oprócz kształtu napięcie charakteryzują również: częstotliwość napięcia, wielkość napięcia.